# Anthophora eustatiensis
Anthophora eustatiensis är en biart som beskrevs av Brooks 1999. Anthophora eustatiensis ingår i släktet pälsbin, och familjen långtungebin. Inga underarter finns listade i Catalogue of Life.